# قرقاول خونی
قرقاول خونی (نام علمی: Ithaginis cruentus)، که با نام کبک خونی نیز شناخته می‌شود، تنها گونه از سردهٔ Ithaginis و از خانواده قرقاول است. این پرنده یک قرقاول نسبتاً کوچک و دُم کوتاه است که پراکندگی گسترده‌ای دارد و در شرق هیمالیا و در کشورهای هند، نپال، بوتان، چین و شمال میانمار پراکندگی دارد. وضعیت حفاظتی این گونه، در سال ۲۰۰۹ توسط اتحادیه بین‌المللی حفاظت از طبیعت با درجهٔ کمترین نگرانی ارزیابی شد.

قرقاول خونی پرنده ملی سابق پادشاهی سیکیم بود، و اکنون نماد ایالت سیکیم است. 

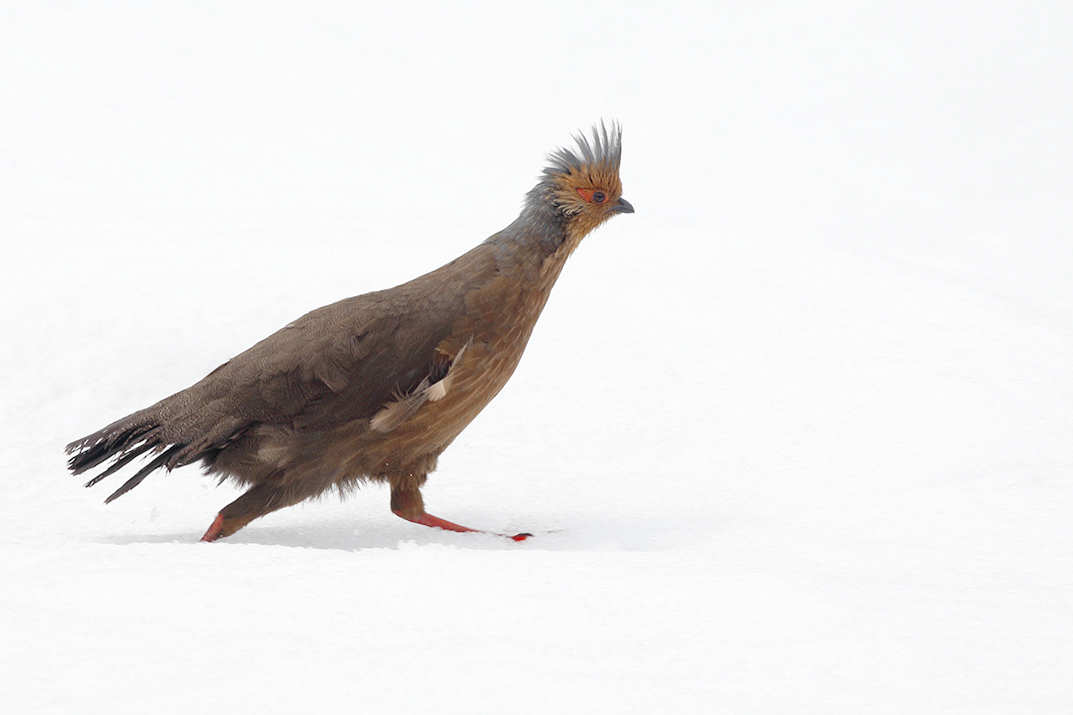

قرقاول خونی یک پرنده کوچک است، و حدود ۱۷ اینچ (۴۳ سانتیمتر) طول دارد.